# Rosestraat
De Rosestraat en de 2e Rosestraat zijn een circa 1,5 kilometer en 400 meter lange straat in de Rotterdamse deelgemeente Feijenoord.

## Beschrijving
De straat begint bij het Stieltjesplein en het Hefpark en loopt zuidwaarts evenwijdig aan de spoorlijn naar Dordrecht en de Oranjeboomstraat. Zijstraten aan de westzijde zijn achtereenvolgens de Entrepotstraat, Handelsterrein, Lodewijk Pincoffsweg en aan de oostzijde de Steven Hogendijkstraat. Bij de Vuurplaat is er een rotonde en vervolgens aan de westzijde het Binnenhavenhof, Stoomtramweg, Machinistenweg en de Spoorweghaven. Aan de oostzijde ligt Station Rotterdam Zuid met een luchtbrug over de straat. Hierna gaat de straat met een bocht naar rechts en heet dan de 2e Rosestraat. Na de Laan op Zuid eindigd de straat bij de Hilledijk (Roseknoop) en gaat over in de Putselaan. Een korte op het Varkenoordseviaduct doodlopende zijstraat heeft ook de naam 2e Rosestraat.

## Geschiedenis

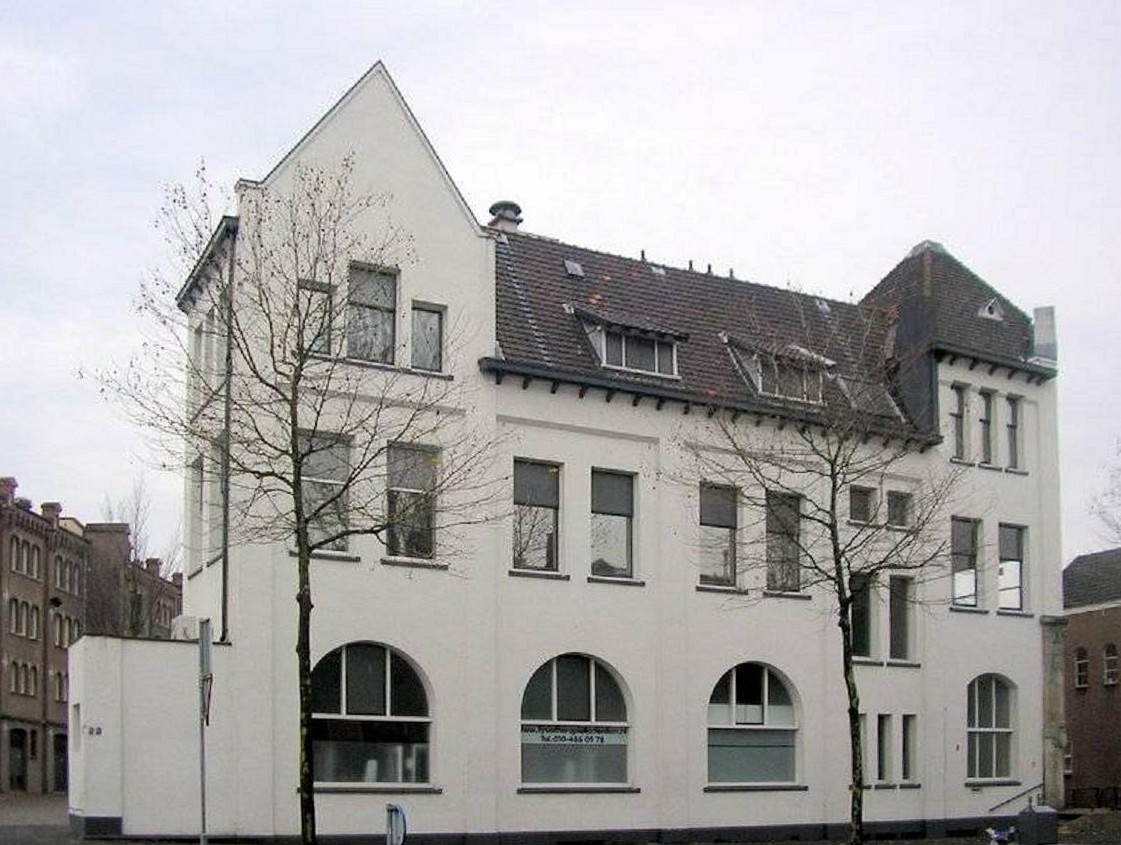
Voormalig hoofdkantoor en tramstation Rotterdam Rosestraat in 2006.

Aan de Rosestraat 3a was tot 1971 het Hoofdkantoor en tramstation, sinds 1965 uitsluitend busstation, van de Rotterdamsche Tramweg Maatschappij gevestigd. De stoom en later motortrams van de RTM reden door de gehele Rosestraat en 2e Rosestraat evenals de vervangende bussen. In 1969 na de opening van de Heinenoordtunnel werden alle bussen verlegd naar het metrostation Zuidplein. 
De bebouwing bevindt zich grotendeels aan de westzijde omdat aan de oostzijde de spoorbaan ligt. In het begin van de straat bevonden zich ten tijde van de tram vele winkels en horecagelegenheden. Veel van de oorspronkelijke bebouwing is verdwenen en vervangen door nieuwbouw. Een aantal straatnamen herinneren aan de vroegere stoomtram.

## Bijzondere gebouwen
- Voormalig hoofdkantoor RTM (thans gezondheidscentrum)
- De Peperklip
- Albeda College
- Woongebouw Rosestraat[1]

De Rosestraat kent de Huisnummers 1-1421 en de 2e Rosestraat 10-40 (zuidzijde)

## Openbaar vervoer
- Sprinter Den Haag - Dordrecht
- Buslijn 66
- Tramlijn 5 (2e Rosestraat)

## Vernoeming
Beide straten zijn vernoemd naar Willem Nicolaas Rose, van 1839 tot 1855 directeur en van 1855 tot 1877 ingenieur van gemeentewerken.

## Afbeeldingen

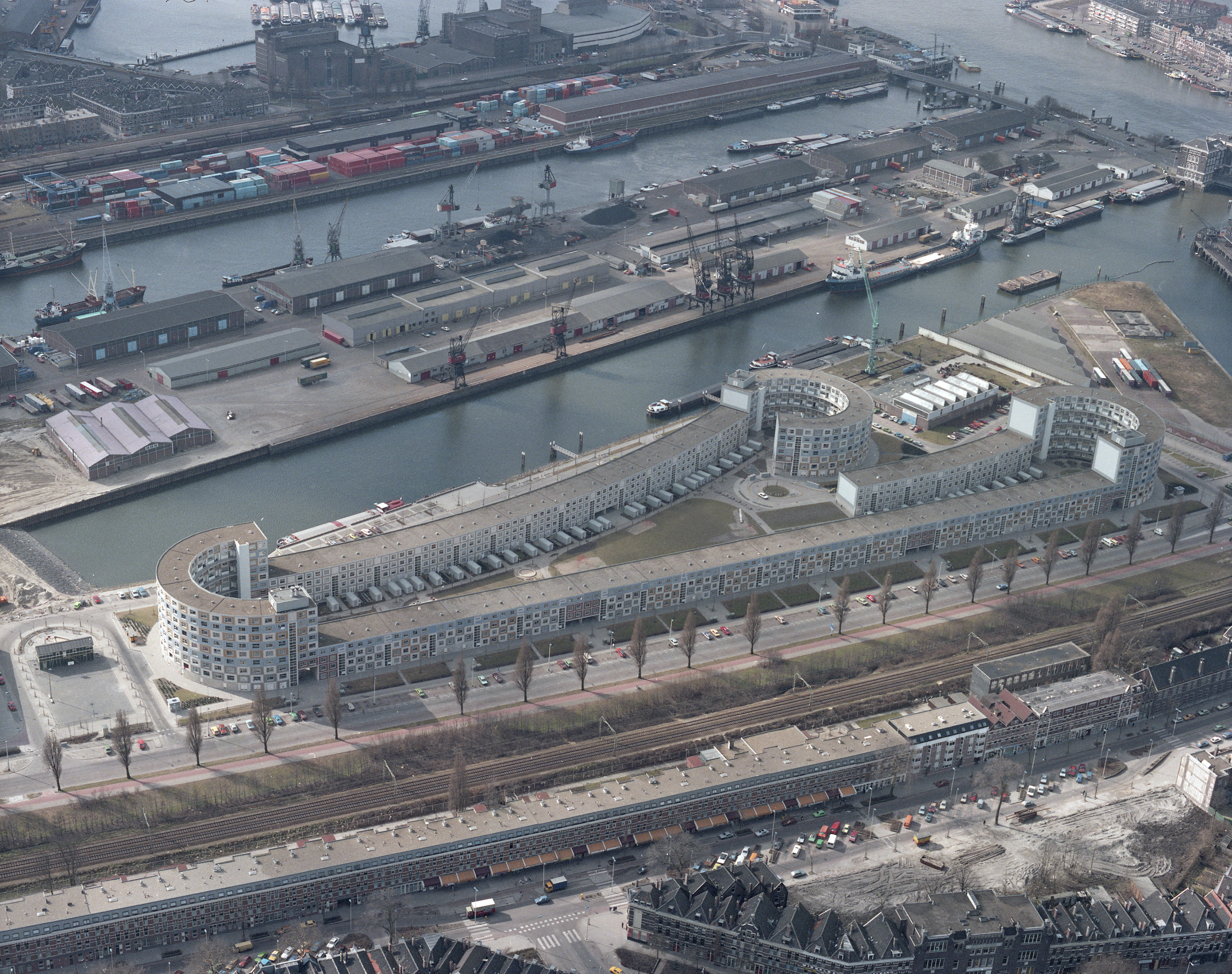
Luchtfoto 1985

Afrikaanderplein ·
Atjehstraat ·
Beijerlandselaan ·
Brede Hilledijk ·
Brielselaan ·
Boulevard Zuid ·
Charloisse Lagedijk ·
Coen Moulijnweg ·
Dordtselaan ·
Dordtsestraatweg ·
Dorpsweg ·
Goereesestraat ·
Groene Hilledijk ·
Groene Kruisweg ·
Grondherendijk ·
Katendrechtse Lagedijk ·
Kerkwervesingel ·
Kromme Zandweg ·
Laan op Zuid ·
Lange Hilleweg · 
Maastunnelplein ·
Mijnsherenlaan ·
Oldegaarde ·
Oranjeboomstraat ·
Pendrechtseweg ·
Plein 1953 ·
Pleinweg ·
Pretorialaan ·
Prins Hendrikkade ·
Riederlaan · 
Rosestraat ·
2e Rosestraat .
Slinge ·
Smeetlandsedijk · 
Stadionweg ·
Stieltjesplein ·
Stieltjesstraat ·
Strevelsweg ·
Vaanweg ·
Veerlaan ·
Vondelingenweg ·
Wilhelminakade ·
Wilhelminaplein ·
Zuiderpark ·
Zuiderparkweg ·
Zuidplein